# Les Real Housewives de Miami
Les Real Housewives de Miami (The Real Housewives of Miami) est une émission de télé-réalité américaine diffusée entre le 22 février 2011 et le 14 novembre 2013 sur Bravo. En 2021, après l’engouement des fans, Peacock renouvelle l’émission pour une saison 4, plus de 8 ans après la fin de la troisième saison. 
En Afrique, l'émission est diffusée à partir du 24 mars 2015 sur Edan TV. En France, depuis le 25 mai 2017 sur Chérie 25.

## Synopsis

### Saison 1 à 3
Présentée comme un docu-soap, l'émission suit la vie quotidienne de cinq à sept femmes au foyer et épouses américaines résidant à Miami, en Floride :
- Lea, une femme d'affaires et philanthrope mariée à un avocat ;
- Adriana, une galeriste mariée à un entrepreneur français ;
- Alexia, une rédactrice mariée à un homme d'affaires ;
- Marysol, une attaché de presse et ex-épouse d'un homme d'affaires ;
- Larsa, une mannequin mariée au joueur de basketball Scottie Pippen ;
- Cristy, une entrepreneur et ex-épouse du joueur de basketball Glen Rice.

Des nouvelles Housewives rejoindront la distribution au cours de l'émission :
- Lisa, une mannequin mariée à un chirurgien esthétique ;
- Joanna, une actrice et mannequin d'origine polonaise ;
- Ana, une auteure et avocate d'origine cubaine ;
- Karent, une dentiste fiancée à l'acteur Rodolfo Jiménez.

### Depuis la saison 4
En 2021, 8 ans après son annulation une nouvelle saison voit le jour en plus d'Alexia, Lisa et Larsa, 3 nouvelles Housewives rejoignent la distribution :
- Guerdy, une organisatrice d'évènements d'origine haïtienne ;
- Julia, une mannequin mariée à la tenniswoman Martina Navrátilová ;
- Nicole, une anesthésiste mariée à un avocat.

Des Amies des Housewives rejoignent également le programme :
- Kiki, une mannequin et amie des Housewives.

## Distribution
| Les Real Housewives | Saisons    | Saisons    | Saisons    | Saisons    | Saisons    | Saisons    | Saisons    |
| Les Real Housewives | 1          | 2          | 3          | 4          | 5          | 6          | 7          |
|                     | Actuelles  | Actuelles  | Actuelles  | Actuelles  | Actuelles  | Actuelles  | Actuelles  |
| ------------------- | ---------- | ---------- | ---------- | ---------- | ---------- | ---------- | ---------- |
| Alexia Nepola       | Principale | Amie       | Principale | Principale | Principale | Principale | Principale |
| Larsa Pippen        | Principale |            |            | Principale | Principale | Principale | Principale |
| Lisa Hochstein (en) |            | Principale | Principale | Principale | Principale | Principale | Principale |
| Guerdy Abraira      |            |            |            | Principale | Principale | Principale | Principale |
| Julia Lemigova      |            |            |            | Principale | Principale | Principale | Principale |
| Stephanie Shojaee   |            |            |            |            |            |            | Principale |
|                     | Anciennes  |            |            |            |            |            |            |
| Lea Black           | Principale | Principale | Principale |            | Invitée    |            |            |
| Adriana de Moura    | Principale | Principale | Principale | Amie       | Amie       | Amie       | Amie       |
| Marysol Patton      | Principale | Principale | Amie       | Amie       | Amie       | Amie       | Amie       |
| Cristy Rice         | Principale |            |            |            |            |            |            |
| Joanna Krupa        |            | Principale | Principale |            |            |            |            |
| Ana Quincoces       | Invitée    | Principale | Amie       |            |            | Invitée    |            |
| Karent Sierra       |            | Principale | Invitée    |            |            |            |            |
| Nicole Martin       |            |            |            | Principale | Principale | Principale | Invitée    |
|                     | Amies      |            |            |            |            |            |            |
| Kiki Barth          |            |            |            | Amie       | Amie       | Amie       | Amie       |

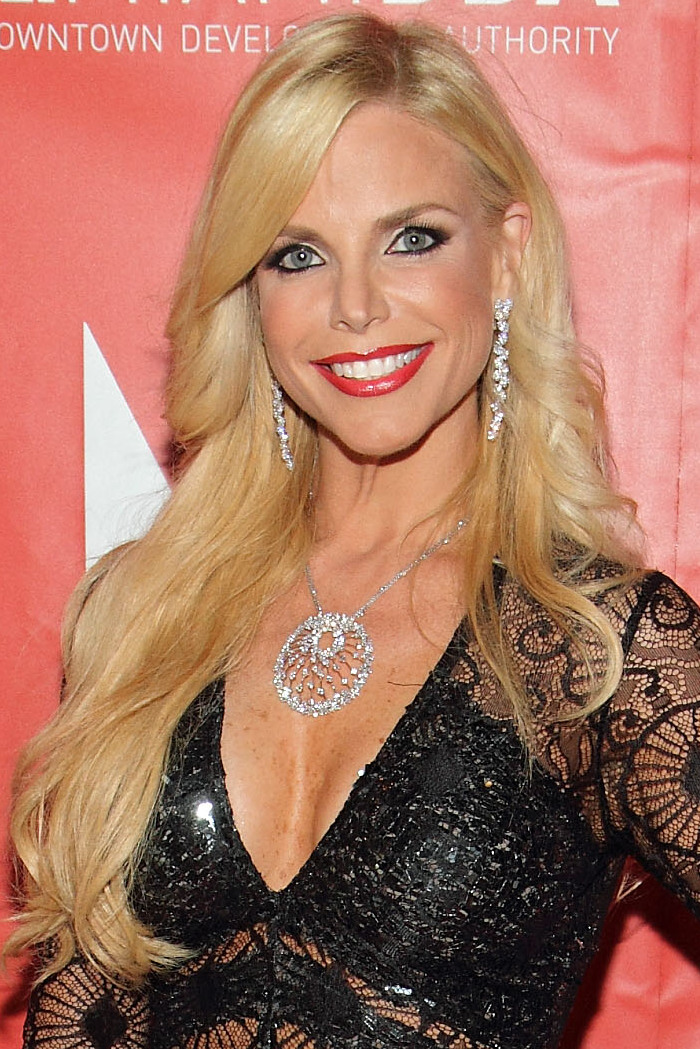
Alexia Nepola (saison 1, depuis la saison 3)
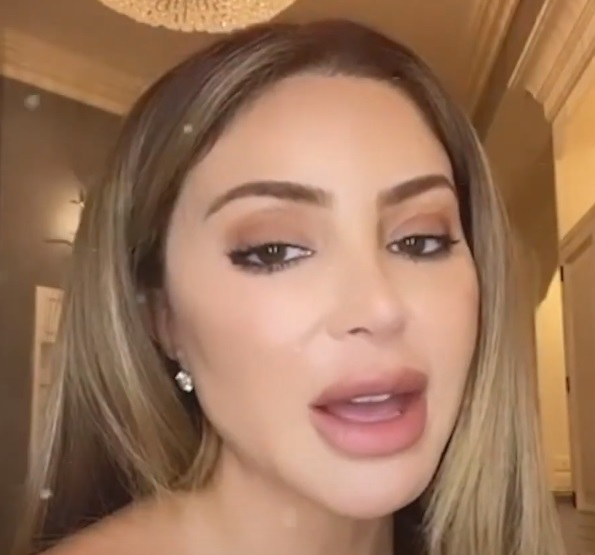
Larsa Pippen (saison 1, depuis la saison 4)
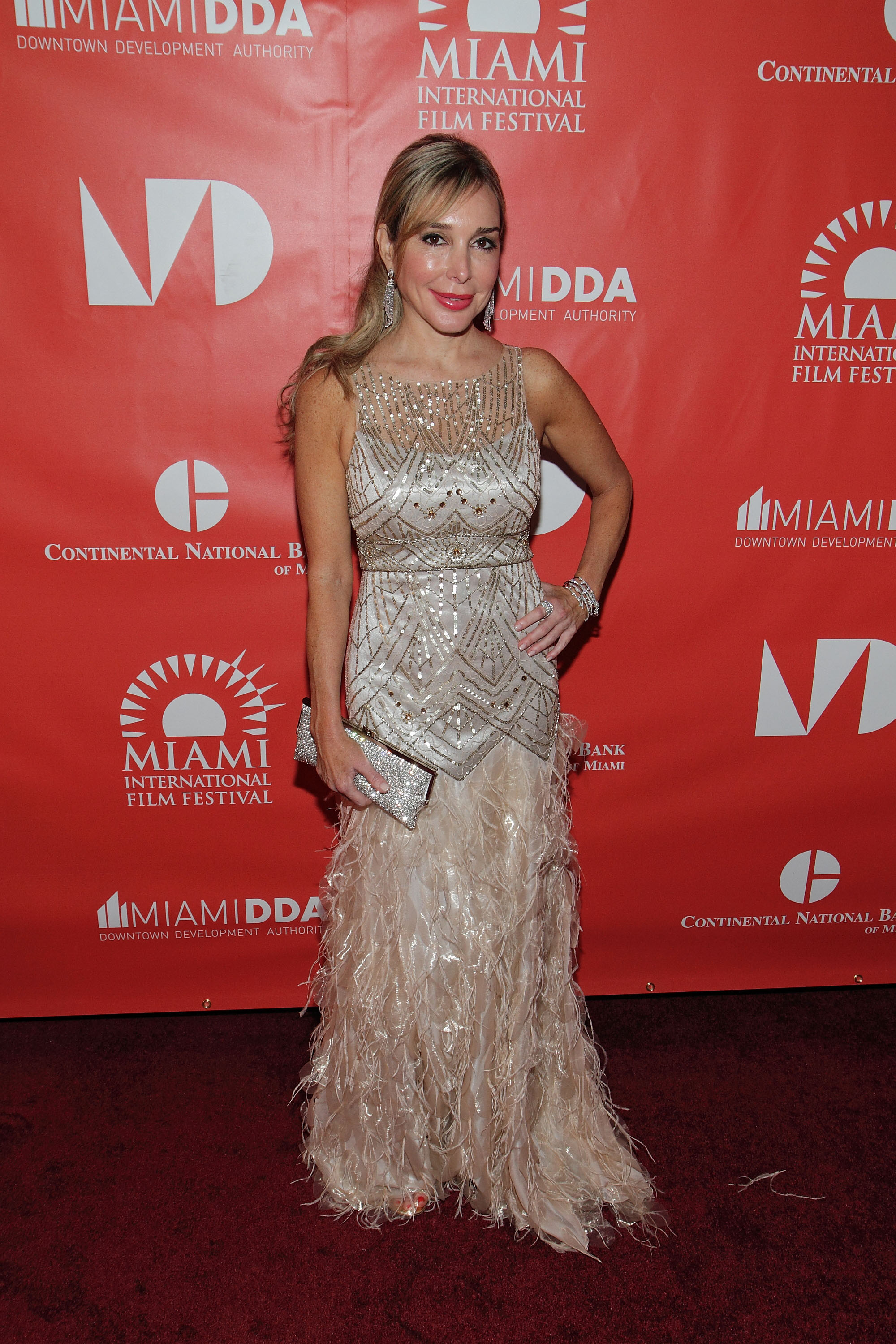
Marysol Patton (saisons 1 et 2)
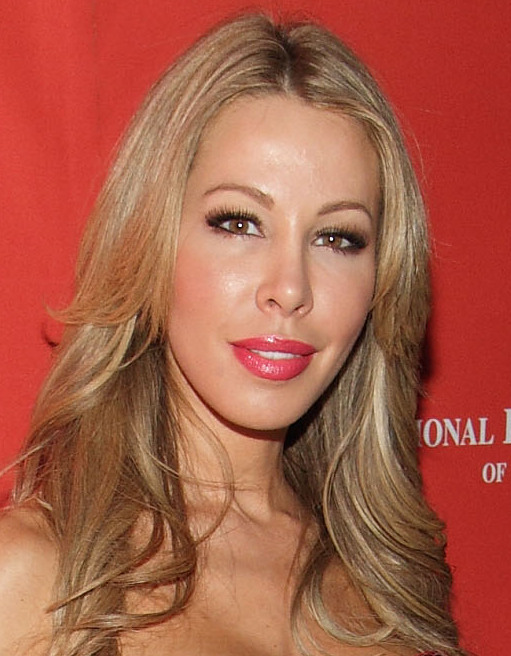
Lisa Hochstein (depuis la saison 2)
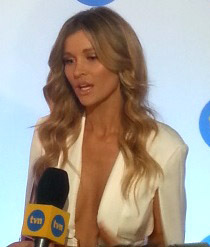
Joanna Krupa (saisons 2 et 3)
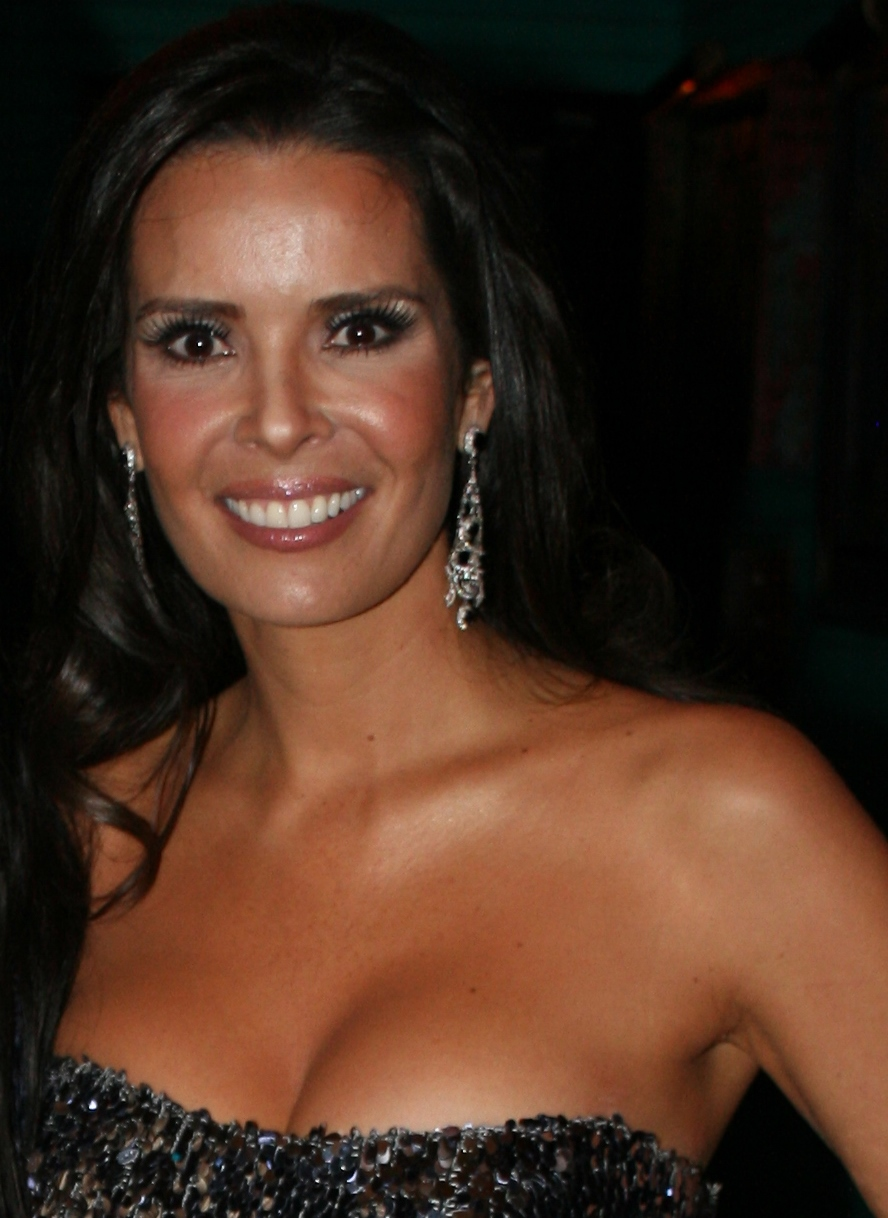
Karent Sierra (saison 2)

### Voice-over
- Pénélope Perdereau
- Marine Tuja
- Sabrina Marchese
- Adeline Lecadet
- Églantine LeCoz
- Véronique Uzureau
- Christophe Seugnet
- Daniel Lafourcade
- Jérôme Froissard

Version française
- Société de doublage : Imagine
- Direction artistique : Philippe Leclercq
- Adaptation des dialogues : Kim Bento-Parry, Marion Chesné, Johnny Frade

## Épisodes
| Saisons       | Épisodes | États-Unis        | États-Unis       | États-Unis | Audiences (en millions) | Audiences (en millions) | Audiences (en millions) |
| Saisons       | Épisodes | Début de saison   | Fin de saison    | Chaîne     | Première                | Dernière                | Moyenne                 |
| ------------- | -------- | ----------------- | ---------------- | ---------- | ----------------------- | ----------------------- | ----------------------- |
| 1 (2011)      | 7        | 22 février 2011   | 05 avril 2011    | Bravo      | 1.21                    | 0.72                    | 1.09                    |
| 2 (2012-2013) | 18       | 13 septembre 2012 | 08 janvier 2013  | Bravo      | 1.06                    | 0.93                    | 1.07                    |
| 3 (2013)      | 16       | 12 août 2013      | 14 novembre 2013 | Bravo      | 1.35                    | 1.00                    | 1.02                    |
| 4 (2021-2022) | 14       | 16 décembre 2021  | 10 mars 2022     | Peacock    | 0.37                    | 0.30                    | 0.28                    |
| 5 (2022-2023) | 19       | 08 décembre 2022  | 23 mars 2023     | Peacock    | N/A                     | N/A                     | 0.25                    |
| 6 (2023-2024) | 20       | 1er novembre 2023 | 7 mars 2024      | Bravo      | 0.38                    | 0.33                    | 0.42                    |
| 7 (2025)      | à venir  | 11 juin 2025      | à venir          | Bravo      | 0.29                    | à venir                 | à venir                 |

À  noter : Les épisodes « réunions » et « images perdues » n'ont pas été doublés en version française.

### Première saison (2011)
1. Le Paradis a un prix (Paradise Cost)
2. Le gala de Léa (Black Ball'd)
3. Adriana, ou l’art et la manière (Optical Delusion)
4. Cuisine à la cubaine (Waterfront and Center)
5. La guerre est déclarée (Beach Slap)
6. Prises de bec et prédictions (Miami Mamis Know Best)
7. Titre français inconnu (Watch What Happens Live: Miami Housewives Reunion)

### Deuxième saison (2012-2013)
1. Une ville, deux univers (A Tale of Two Miamis)
2. Sexe, mensonges et textos (Text, Lies and Your Smile Is Fake)
3. Scandale au Mynt (A Mynt Meltdown)
4. Cyber Rivalités (She Beat Me to the Tweet !)
5. Le gala de charité (Eager Beaver)
6. Règlement de comptes à Miami (Sexting Candles)
7. La soirée de tous les dangers (Bras and Brawls : Part 1/2)
8. Du rififi en lingerie (Bras and Brawls : Part 2/2)
9. Conflits et rancœur (Conflicting Conflict)
10. Règlement de comptes (A Better or Bitter Place)
11. Relations publiques tendues (Uncomfortably Public Relations)
12. L'invasion des belles-mères (Parents Fly South)
13. Vacances entre filles (Elsa Foretells a Storm)
14. (Nage) en eaux troubles (Surrounded by Hot Water)
15. Fleurs purificatrices (Healing Hole)
16. Titre français inconnu (Reunion: Part 1)
17. Titre français inconnu (Reunion: Part 2)
18. Titre français inconnu (Lost Footage)

### Troisième saison (2013)
1. Mensonge et trahison (Til Lies Do Us Part)
2. Avis de tempête (Hurricane Adriana)
3. La guerre est déclarée (Booby-Trapped)
4. Magie noire (Black Magic)
5. Pas de pitié, ni de charité (A Cause for Concern)
6. Petits mensonges entres amies (A Ple-Thora of Lies)
7. Los Angeles nous voilà (La La Land)
8. Bachelorette (Mama Elsa Comes Home)
9. Marysol vs. Léa (Birkin Buddies)
10. La terreur brésilienne (Brazilian Bridezilla)
11. Le vilain petit canard (The Black Sheep)
12. Disputes et réconciliations (Bridesmaid Breakdown)
13. Ce qui se passe à Vegas... (Blame It on the Alcohol)
14. Madame Zago (Mrs. Zago)
15. Titre français inconnu (Reunion: Part 1)
16. Titre français inconnu (Reunion: Part 2)

### Quatrième saison (2021-2022)
1. ¡Bienvenidos! Same Beaches, New Shade
2. Sushi Rolls and Wedding Woes
3. Painted with Pride
4. It’s Your Party and I’ll Cry If I Want To
5. Family Therapy
6. Flirting and the Faena
7. Blin, Boobs and Bickering
8. Le Fin ?
9. Hamptons Hangover
10. Looking for Trouble
11. Versace and Venom
12. No Wedding and e Funera!
13. Reunion Part I
14. Reunion Part II

### Cinquième saison (2022-2023)
1. Not So New Beginnings
2. Rock the Boat
3. Date Night Disaster
4. Hot Mic in Miami
5. Destination: Divorce
6. Dumped and Dumbfounded
7. Stars and Cigars
8. Sing & Shout
9. Hot off the Press
10. Diamond Rings and Rumours
11. Black Card Energy
12. Apology Not Accepted
13. Brujeria in The Bahamas
14. Rage, Release, Repeat
15. Lines in the Sand
16. Melting Pot Meltdown
17. Reunion Part 1
18. Reunion Part 2
19. Reunion Part 3

### Sixième saison (2023-2024)
1. Nuevos Horizontes
2. Champagne Confessions
3. Loose Lips
4. Slam Dunks and Friendship Flunks
5. A Night at the Opera
6. Farmer of the Opera
7. Dildo & Dildon't
8. Palm Beach Pandemonium
9. Mamacita Madness Part 1
10. Mamacita Madness Part 2
11. Invite Only
12. Sink or Swim
13. Miami in Mexico
14. Row, Row, Row Me Off This Boat
15. Get Me Off This Gondola!
16. Adios Mexico!
17. Havana Nights
18. Reunion Part 1
19. Reunion Part 2
20. Reunion Part 3

### Septième saison (2025)
1. MIA Back in Action
2. Miami Takes Milan
3. Worst Wedding Ever
4. Boogers and Birkins
5. Miami Godddesses
6. Major Red Flags
7. Textual Tension
8. Dueling Yachts
9. Preppy, Petty People
10. The Thrill of Seville

## Commentaires
- En 2006, la chaîne américaine Bravo démarre la diffusion de Les Real Housewives d'Orange County, décrite comme « un croisement entre les séries Desperate Housewives et Newport Beach ». À la suite du succès de la télé-réalité, plusieurs émissions-dérivées seront diffusées : New York City, Atlanta, New Jersey, Washington D.C., Beverly Hills, Miami, Potomac et Dallas.